# World of Birds
"World of Birds" is een nummer van de Haagse popgroep Q65 uit 1967.
Het nummer is geschreven door bandleden Frank Nuyens, Jay Baar en Wim Bieler en geproduceerd door de vaste producent van de groep, Hans van Hemert. Het is ook opgenomen op het tweede studioalbum van de band, "Revival" uit 1967.
De single bereikte de achtste plaats in de Nederlandse Top 40. Buiten Nederland werd het nummer geen hit.

## NPO Radio 2 Top 2000
| Nummer met noteringen in de NPO Radio 2 Top 2000 | '99  | '00-'01 | '02  | '03  | '04 | '05  |
| ------------------------------------------------ | ---- | ------- | ---- | ---- | --- | ---- |
| World of Birds                                   | 1678 | -       | 1437 | 1471 | -   | 1866 |

1. ↑  Een '-' betekent dat het nummer niet was genoteerd en een vetgedrukt getal geeft de hoogste notering aan.
2. ↑  Deze tabel is bijgewerkt tot en met de laatste editie (2024).